# Christian Simon Jürgens
Christian Simon Jürgens (* 8. Oktober 1875 in Dunsum, Föhr; † 1. Februar 1959 in Oldsum, ebenda) war ein deutscher Segelschiff-Kapitän und Kap Hoornier.

## Leben
Christian Simon Jürgens entstammte einer alten Föhrer Seefahrerfamilie (sein Urgroßvater war der Walfänger Jürgens Fedders). Er war das dritte von sieben Kindern und verließ gleich nach seiner Konfirmation Föhr und absolvierte als 15-Jähriger seine Fahrtzeit vom Schiffsjungen bis zum Vollmatrosen auf den Schiffen der Reedereien F. Laeisz und Wachsmuth & Krogmann, zumeist unter dem Kommando von Föhrer Kapitänen wie Johannes Früdden (1851–1919), August Boysen und Julius Anton Christiansen (1855–1930). Auf der Navigationsschule machte er sein Steuermanns-Examen.
Anschließend absolvierte er eine einjährige Dienstzeit bei der Kaiserlichen Marine.
Nach vorgeschriebener Fahrtzeit legte er das Examen zum „Schiffer auf großer Fahrt“ ab.
1902 wurde er 1. Steuermann auf dem 1892 auf der Hamburger Werft Blohm + Voss  mit der Baunummer 88 gebauten Vollschiff  Susanna der Hamburger Reederei G. J. H. Siemers & Co unter dem Kommando des Zingster Kapitäns  Christoph Schütt (1873–1923), 1904 übernahm er als 29-Jähriger das Kommando.
Jürgens‘ zweite Fahrt 1905 war eine Kap-Hoorn-Umsegelung. Auf dieser Reise vom walisischen Port Talbot zum nordchilenischen Salpeterhafen Iquique geriet der Dreimaster Susanna im Südwinter 1905 in wochenlange schwere Stürme. Der damalige Leichtmatrose Hermann Piening, späterer F. Laeisz-Kapitän der Flying P-Liner Padua und Peking, berichtete später, wie sein Kapitän ihn vor dem Ertrinken, nach einer Verletzung an den Beinen, gerettet hatte. Die 99-tägige Irrfahrt zwischen August und November zeigt das erhaltene meteorologische Schiffstagebuch, das durch die Wach-Offiziere A. Bansen (ab September vom 1. Steuermann Adolf Greter, Bansen erlitt eine schwere Kopfverletzung) und H. Schmütsch korrekt geführt wurde. Chronometerfehler waren eine der Ursachen für die anhaltende fehlerhafte Standortbestimmung des Schiffes. 189 Tage nach ihrem Aufbruch von Europa erreichten Schiff, Mannschaft und Kapitän Jürgens ihr Ziel in Chile.
Nach seiner fast 2½-jährigen Rückkehr beendete er 1908 seine maritime Karriere auf den großen Weltmeeren, sein Nachfolger wurde sein 1. Steuermann Adolf Greter, zukünftiger Kapitän auf der Susanna. Jürgens kehrte zu seiner Familie auf seine nordfriesische Heimatinsel Föhr zurück. Dort  bewirtschaftete er fortan eine Landwirtschaft in Dunsum. Er verstarb 1959 auf Föhr. Sein Grabmal steht heute noch auf dem Friedhof der Süderender Kirche.

## Sonstiges
Das Museum Kunst der Westküste in Alkersum auf der nordfriesischen Insel Föhr brachte 2018–2019 ein Projekt von Susanne Kessler - Odissea zur Ausstellung als eine Rauminstallation, die das grafische Liniengerüst der Odyssee der Susanna unter Kapitän Jürgens bei der Umsegelung von Kap Hoorn 1905 als eine Metapher auf vielen Ebenen darstellt.
In einem animierten Video ist die Irrfahrt von 1905 nachvollzogen.